# Acentrella barbarae
Acentrella barbarae is een haft uit de familie Baetidae. De wetenschappelijke naam van de soort is voor het eerst geldig gepubliceerd in 2006 door Jacobus & McCafferty.
De soort komt voor in het Nearctisch gebied.